# 德林諾耶湖 (列寧格勒州)
60°16′44″N 29°45′52″E / 60.27889°N 29.76444°E
德林諾耶湖（俄语：Длинное），是俄羅斯的湖泊，位於該國西北部，由列寧格勒州負責管轄，長3公里、寬0.5公里，面積0.7平方公里，海拔高度45米，集水區面積84.2平方公里。